# William Hodges Mann
William Hodges Mann, född 30 juli 1843 i Williamsburg, Virginia, död 12 december 1927 i Petersburg, Virginia, var en amerikansk demokratisk politiker. Han var Virginias guvernör 1910–1914.
Mann deltog i amerikanska inbördeskriget i sydstatsarmén och sårades i slaget vid Seven Pines. Han tjänstgjorde senare som domare i Nottoway County och var ledamot av Virginias senat innan han valdes till guvernör. Man profilerade sig i utbildningsfrågor och var en anhängare av alkoholförbud, något som han tyckte borde avgöras lokalt snarare än på delstatsnivå. Delstatens lagstiftande församling godkände en lag, Mann bill, som gav countyn i Virginia fria händer att införa alkoholförbud, något som skedde i de flesta av delstatens countyn men inte i det skedet i hela delstaten.
Mann efterträdde 1910 Claude A. Swanson som guvernör och efterträddes 1914 av Henry Carter Stuart. Presbyterianen Mann avled 1927 och gravsattes på Blandford Cemetery i Petersburg.